# Balista czerwonozęba
Balista czerwonozęba (Odonus niger) – gatunek morskiej ryby  z rodziny rogatnicowatych (Balistidae), jedyny znany przedstawiciel rodzaju Odonus. Poławiana na niewielką skalę jako ryba konsumpcyjna, spotykana w hodowlach akwarystycznych. 

## Występowanie
Od Morza Czerwonego i wybrzeży Afryki przez Ocean Indyjski i Ocean Spokojny do południowej Japonii, Nowej Kaledonii i Wielkiej Rafy Koralowej, rafy koralowe na głębokościach od 5–40 m.

## Opis
Barwna ryba o zmiennym ubarwieniu, osiągająca do 50 cm długości. Stałą cechą tego gatunku są czerwone zęby, co znalazło odzwierciedlenie w nazwie zwyczajowej. Jest rybą jajorodną. Żywi się zooplanktonem i gąbkami.